# Trevor Morgan
Trevor Morgan (Chicago, 26 november 1986) is een Amerikaans acteur.

## Biografie
Morgan werd geboren in Chicago als jongste van vier kinderen, en op vijfjarige leeftijd verhuisde het gezin naar Orange County (Californië) waar hij zijn acteercarrière begon in diverse commercials. In 1997 verhuisde het gezin naar Los Angeles voor zijn acteercarrière. 

## Filmografie

### Films
Uitgezonderd korte films.
- 2024 Single Car Crashes - als Sean Fisher
- 2020 Big Fork - als Tucker
- 2018 Concrete Kids - als Arthur
- 2018 Big Fork - als Tucker
- 2018 Faith Under Fire - als Michael Hill
- 2014 Magic Hour - als Ray
- 2014 Buttwhistle - als Ogden
- 2013 McCanick – als Louis
- 2013 Abducted – als Dave
- 2012 The Diary of Preston Plummer – als Preston Plummer
- 2011 Munger Road – als Corey LaFayve
- 2011 Vampire – als Renfield
- 2010 Chasing 3000 – als Mickey
- 2010 Beneath the Dark – als Jason
- 2010 Brotherhood – als Adam Buckley
- 2008 Sanctuary – als Colin Hanson
- 2008 My Mom's New Boyfriend – als Eddie
- 2006 Off the Black – als Dave Tibbel
- 2006 Local Color – als John Talia jr.
- 2005 The Prize Winner of Defiance, Ohio – als Bruce Ryan (16 jaar)
- 2005 Empire Falls – als Zack Minty
- 2004 Mean Creek – als Rocky Merrick
- 2003 Uncle Nino – als Bobby Micelli
- 2002 The Rookie – als jonge Jimmy
- 2001 The Glass House – als Rhett Baker
- 2001 Jurassic Park III – als Erik Kirby
- 2000 I'll Remember April – als Duke Cooper
- 2000 A Rumor of Angels – als James Neubauer
- 2000 The Patriot – als Nathan Martin
- 1999 Genius – als Charlie Boyle / Chaz Anthony
- 1999 The Sixth Sense – als Tommy Tammisimo
- 1998 In the Doghouse – als Dylan Wagner
- 1998 Barney's Great Adventure – als Cody
- 1997 Family Plan – als Alex Mackenzie

### Televisieseries
Uitgezonderd eenmalige gastrollen.
- 1998 ER – als Scott Anspaugh – 5 afl.

- Bibliothèque nationale de France: cb167662938 (data)
- Gemeinsame Normdatei: 102066150X
- International Standard Name Identifier: 0000 0000 8341 7899
- Library of Congress Control Number: no2004028285
- MusicBrainz: c074c8c7-ce1a-455c-b7a9-92911f7a4eaa
- Nationale Bibliotheek van Tsjechië: xx0050889
- Système universitaire de documentation: 251002470
- Virtual International Authority File: 21850388
- WorldCat: E39PBJqbqPwxw6XwvQCVkwxv73